# كاريئيل غاردوش
كاريئيل غاردوش Kariel Gardosh (15 أبريل 1921 – 28 فبراير 2000) رسام كاريكاتير ورسام توضيحي إسرائيلي، عرف بالاسم المستعار «دوش».
عمل رساما للكاريكاتير السياسي في صحيفة «معاريف» اليومية الإسرائيلية، وصحيفة «جيروزاليم بوست». وابتكر شخصية (سروليك) والتي أصبحت رمزا للـ (سابرا) وهم اليهود المولودين في إسرائيل، ولدولة إسرائيل، مثل شخصية العم سام في الولايات المتحدة الأمريكية.

## حياته
ولد كارل غولدبرغ (لاحقا كاريئيل دوش) في بودابست في عام 1921 لعائلة يهودية مندمجة. ومع نشوب الحرب العالمية الثانية قبض النازيون عليه وعلى عائلته. وأرسل غاردوش إلى منجم للنحاس كعامل سخرة، وقتل معظم أفراد عائلته في معسكر اعتقال أوشفيتس. وفي أوائل عام 1946 غادر إلى المجر وانتقل إلى فرنسا. ودرس الأدب المقارن في جامعة السوربون.
وفي عام 1948 هاجر إلى إسرائيل وغير اسمه إلى كاريئيل. وفي عام 1953 انضم إلى هيئة تحرير صحيفة «معاريف» حيث نشر كاريكاتيرات ساخرة يومية لعدة سنوات. وبدأ بالتدريج في كتابة المقالات والقصص والقطع الوصفية في الجريدة كذلك.
واُطلق عليه مع ثلاثة من زملائه في الصحيفة وهم – يوزف لابيد وإفرايم كيشون وياكوف وفاركاش (المعروف باسم زائيف) – اسم «الغوغاء المجريون».
عمل ملحقا ثقافيا في سفارة إسرائيل في لندن من عام 1981 إلى 1983.
أنجب طفلين من زوجته الأولى شوشانا رومان، وعاش مع رفيقته توفا باردو حتى وفاته بهبوط في القلب في 28 فبراير 2000 عن عم 78 عاما.

## جوائز وتكريمات
فاز غاردوش بجائزة هيرتزل، وجائزة نورداو، وجائزة جانوتنسكي وجائزة سوكولوف، تكريما لأعماله.